# کماندوها: فراتر از ندای وظیفه
کماندوها: فراتر از ندای وظیفه (به انگلیسی: Commandos: Beyond the Call of Duty) یک بازی ویدئویی در سبک تاکتیک بی‌درنگ که توسط پایرو استودیوز ساخته شده و بوسیلهٔ شرکت آیدوس منتشر شده است. در این بازی هر کماندو دارای مهارت‌ها و ابزارهای مخصوص به خود است. کماندوها: فراتر از ندای وظیفه به عنوان بسته تکمیلی برای عنوان اولیه کماندوها: پشت خطوط دشمن به شمار می‌رود.